# Taranto Football Club 1927 2023-2024
Questa pagina raccoglie i dati riguardanti il Taranto Football Club 1927 nelle competizioni ufficiali della stagione 2023-2024.

## Stagione
Dopo aver sfiorato i play-off nella stagione precedente, Il Taranto partecipa al campionato di Serie C con ambizioni rinnovate: la sessione estiva di calciomercato ha portato in dote ai rossoblù calciatori del calibro di Cianci, Kanoute e Calvano, e con le conferme dei capisaldi Vannucchi e Antonini la formazione guidata da Ezio Capuano rappresenta una delle mine vaganti del torneo. All'esordio, con quasi 10.000 spettatori sugli spalti, è arrivata la vittoria nel derby con il Foggia (2-0), dove ha fatto scalpore l'incendio appiccato dai tifosi ospiti nel settore loro dedicato. A causa di ciò, lo stadio diventerà inagibile per quasi due mesi, ma nonostante tutto il Taranto riuscirà a strappare alcune vittorie importanti, contro il Monterosi a Teramo e a Taranto - seppur senza pubblico - contro il Crotone. Pubblico che tornerà allo Iacovone in occasione di Taranto-Turris, match vinto per 3-1 dai padroni di casa. Quattro giorni dopo il sodalizio tarantino vincerà in casa della Virtus Francavilla, grazie a un gol al 95º minuto di Zonta. Il Taranto giocherà nuovamente dopo tre giorni, in casa, contro il Messina, davanti a quasi 7.000 spettatori, vincendo 2-0 con una doppietta di uno strepitoso Bifulco, ritrovandosi così al 4º posto in classifica a quattro lunghezze dalla vetta, grazie a quattro vittorie ottenute nelle ultime cinque giornate. Il 6 novembre 2023, allo Iacovone, i rossoblù affrontano proprio la prima in classifica, la Juve Stabia di Guido Pagliuca, davanti a quasi 11.000 spettatori: successo degli stabiesi per 0-2. Nella partita successiva, al "Viviani" di Potenza, si è fronteggiato il Sorrento, con i rossoblù sconfitti per 1-0: complice del parziale un fallo di reazione di Alfredo Bifulco, che ha costretto i ragazzi di Capuano a giocare senza il fantasista campano, e quindi in dieci uomini, per buona parte del match, più tre partite a causa della squalifica comminatagli dal giudice sportivo. Si torneranno a vedere i tre punti in occasione del derby contro il Brindisi, vinto 1-0 grazie a un gol di Cianci. Seguiranno una sconfitta, in casa, contro la Casertana (malgrado la superiorità numerica per gran parte dell'incontro), una vittoria in quel di Potenza contro i rossublù lucani (1-2), il successo dello Iacovone nel derby contro il Monopoli (1-0)  e un punto sgraffignato dal "Partenio" nella sfida contro l'Avellino di Michele Pazienza. Il 23 dicembre terza affermazione casalinga consecutiva, per 2-0 contro il Latina: doppietta di Bifulco. È la decima vittoria in campionato per i rossoblù che sono riusciti a chiudere il girone d'andata al 5º posto con 33 punti. Dopo la pausa natalizia, il 2024 - e il girone di ritorno - si è aperto nel migliore dei modi, per merito di un successo di misura (1-2) nel derby allo Zaccheria di Foggia contro i dauni. Nella successiva giornata i ragazzi di mister Capuano hanno incontrato il Picerno, in una partita ben giocata terminata sul risultato di 1-1. Nel mentre, la sessione invernale di calciomercato ha visto le cessioni (tra gli altri) di Matias Antonini, Pietro Cianci e Antonio Romano, approdati rispettivamente a Catanzaro, Catania e Giugliano. Per tutta risposta, gli ionici hanno messo a segno acquisti di spessore, tra i quali quelli di Christian Travaglini, in prestito dal Cagliari, di Michael De Marchi dal Padova, di Mirko Miceli dalla Turris (prestito con diritto di riscatto) e di Federico Valietti, in prestito secco dal Genoa. Dopo sei risultati utili consecutivi, il Taranto perderà per 1-0 contro il Messina in terra sicula: i rossoblù non perdevano in campionato dal 27 novembre. Nella successiva giornata, i rossoblù hanno affrontato il Benevento del neo mister Gaetano Auteri, davanti a circa 5000 spettatori, pareggiando 2-2 con una rete dell'ultimo arrivato, in prestito secco dal Bari, Simone Simeri. Arriveranno, poi, alcuni successi allo scadere, contro il Monterosi grazie alla zampata finale di Orlando e al cospetto del Giugliano per merito di una rete di Kanoute. Dopo il pari in Calabria contro il Crotone, allo Iacovone altri tre punti contro il Catania (1-0) grazie alla zampata iniziale di Michael De Marchi. I rossoblù continueranno la loro striscia positiva andando a conquistare un punto a Torre del Greco contro la Turris, e non si fermeranno neanche contro la Virtus Francavilla: 1-0 in zona Cesarini con una marcatura di Micheal Fabbro. All'indomani, tuttavia, i rossoblù verranno puniti per un illecito amministrativo con il decurtamento di 4 punti in classifica e l'inibizione di quattro mesi per Salvatore Alfonso, amministratore unico del club: un fulmine a ciel sereno per la squadra ionica. Successivamente, il Taranto si trova a giocare a Castellammare contro la Juve Stabia, prossima al salto di categoria: la partita viene vinta dai padroni di casa per 2-1 (gol di Simeri al 71°), con le vespe che fino a quel momento non avevano mai subito una rete prima del novantesimo. Nonostante tutto, il Taranto è comunque quinto in classifica a cinque lunghezze dalla terza posizione. Successivamente, giungeranno quattro punti in due partite: uno in casa contro il Sorrento e tre al Franco Fanuzzi di Brindisi contro gli ultimi della classe. Nella partita successiva l'ultima battuta d'arresto contro la Casertana (1-0), prima di un filotto di quattro vittorie consecutive: a Taranto, 2-0 contro il Potenza, a Monopoli - per 1-2 - con le reti di Francesco Orlando e la perla assoluta di Cristian Riggio, con un gol da cineteca da centrocampo, a Taranto contro l'Avellino, e a Latina, all'ultima giornata, sempre per 1-2, contro i pontini. Forti (anche) di codesti risultati, i rossoblù sarebbero approfati ai play-off dai quarti di finale, in virtù dei 69 punti ottenuti sul campo (pari con l'Avellino, ma davanti per il criterio principe degli scontri diretti), e invece - dopo il respingimento di un ulteriore ricorso al Collegio di Garanzia del Coni, che ha posticipato l'inizio dei play-off di qualche giorno, la squadra del presidente Massimo Giove inizierà la sua giostra dei sogni  (metonimia coniata dal mister tarantino Ezio Capano) dal primo turno del girone, in virtù del quinto posto in classifica con 65 punti. La prima sfida è quella contro il Latina, affrontato peraltro all'ultima giornata in trasferta. Questa volta, teatro dello scontro è uno Iacovone gremito: il Taranto, davanti a quasi diecimila spettatori, pareggia a reti bianche e approda al turno successivo grazie al miglior piazzamento della regular season (5° contro 10°). Al secondo turno, ultimo scoglio prima della fase nazionale, l'avversario è il Picerno. Anche in questo caso, davanti a uno Iacovone quasi esaurito, è bastato uno zero a zero per passare il turno (grazie al miglior piazzamento in campionato, 5° contro 6°). I rossoblu si sono così guadagnati l'accesso al primo turno della fase nazionale, questa volta senza essere testa di serie: questo significa che per approdare al secondo turno sarà necessario vincere nell'arco dei 180 minuti a disposizione, con partita di ritorno in casa della testa di serie, alla quale sarà sufficiente pareggiare. L'avversario stabilito dal sorteggio è il L.R. Vicenza di Stefano Vecchi, terzo nel Girone A e imbattuto dal 20 gennaio. La partita d'andata, disputata in uno Iacovone sold out, ha visto la prima sconfitta casalinga degli ionici dal mese di novembre, con il risultato di 0-1 in favore dei vicentini. Serviva vincere con due gol di scarto a Vicenza, e il Taranto non riuscirà nell'impresa, totalizzando il terzo 0-0 dei suoi play-off. Il giudice sportivo, poi, a seguito di diversi incidenti verificatisi nel corso dell'incontro, punirà la società con 15.000 euro di multa (corretti a 20.000 dopo il ricorso degli ionici) e l'obbligo di disputare le due prossime partite casalinghe a porte chiuse.

## Divise e sponsor
Il fornitore tecnico per la stagione 2023-24 è EYE Sport, mentre gli sponsor ufficiali sono Antenna Sud (main sponsor) e Caffè Fadi, il back sponsor Almat General Construction e Elisir San Marzano Borsci; a questi si aggiunge Gruppo Jolly Officine e We Are In Puglia come sleeve sponsor.
| Casa | Trasferta | Terza divisa |

N.B. = la divisa "trasferta" non presenta come main sponsor "Raffo" ma bensì, come già citato sopra, Antenna Sud e Caffè Fadi.

## Organigramma societario
Area direttiva
- Presidente: Massimo Giove
- Vice-presidente: Vincenzo Sapia
- AD: Alfonso Salvatore
- Procuratore Speciale: Vittorio Galigani
- Segretario Generale: Mariagrazia Sigrisi

Area tecnica
- Direttore Sportivo:
- Allenatore: Ezio Capuano
- Allenatore in seconda: Cosimo Zangla
- Preparatore atletico: Giuseppe Ciciriello
- Preparatore dei portieri: Vincenzo Marinacci
- Team Manager: Giuseppe Giove

Area comunicazione
- Responsabile Marketing: Francesco Caforio
- Fotografo Ufficiale: Walter Nobile
- Video Maker: Pasquale Bucci
- Addetto Stampa: Cosimo Lenti

Area Sanitaria
- Responsabile sanitario: Dott.Giuseppe Volpe
- R.S.P.P.: Umberto Sergio
- Massaggiatore: Cosimo Alfieri
- Massaggiatore: Livio Giuseppe Cartenì

## Rosa
| N. |                    | Ruolo | Calciatore         |
| -- | ------------------ | ----- | ------------------ |
| 1  | Italia (bandiera)  | P     | Andrea Loliva      |
| 3  | Italia (bandiera)  | D     | Antonio Ferrara    |
| 4  | Italia (bandiera)  | D     | Ivan De Santis     |
| 5  | Brasile (bandiera) | D     | Matias Antonini    |
| 6  | Italia (bandiera)  | D     | Cristian Riggio    |
| 7  | Italia (bandiera)  | C     | Antonio Romano     |
| 8  | Italia (bandiera)  | C     | Andrea Bonetti     |
| 8  | Italia (bandiera)  | C     | Riccardo Ladinetti |
| 10 | Italia (bandiera)  | A     | Pietro Cianci      |
| 10 | Italia (bandiera)  | A     | Simone Simeri      |
| 11 | Italia (bandiera)  | A     | Luigi Samele       |
| 12 | Italia (bandiera)  | P     | Antonio Di Serio   |
| 14 | Italia (bandiera)  | A     | Alfredo Bifulco    |
| 15 | Italia (bandiera)  | D     | Patrick Enrici     |
| 16 | Italia (bandiera)  | D     | Alessio Luciani    |
| 17 | Italia (bandiera)  | C     | Ciro Panico        |
| 18 | Italia (bandiera)  | C     | Esmeraldo Kondaj   |
| 19 | Italia (bandiera)  | D     | Jonas Heinz        |

| N. |                    | Ruolo | Calciatore                     |
| -- | ------------------ | ----- | ------------------------------ |
| 20 | Albania (bandiera) | D     | Daniel Hysaj                   |
| 21 | Italia (bandiera)  | C     | Antonio Matera                 |
| 22 | Italia (bandiera)  | P     | Federico Costantino            |
| 23 | Italia (bandiera)  | C     | Simone Calvano                 |
| 24 | Italia (bandiera)  | D     | Federico Valietti              |
| 26 | Italia (bandiera)  | P     | Gianmarco Vannucchi (capitano) |
| 27 | Italia (bandiera)  | C     | Gianmarco Papaserio            |
| 28 | Italia (bandiera)  | C     | Marco Fiorani                  |
| 29 | Italia (bandiera)  | C     | Loris Zonta                    |
| 30 | Italia (bandiera)  | D     | Mirko Miceli                   |
| 37 | Italia (bandiera)  | D     | Christian Travaglini           |
| 70 | Italia (bandiera)  | C     | Federico Capone                |
| 72 | Italia (bandiera)  | C     | Gianluca Mastromonaco          |
| 77 | Senegal (bandiera) | A     | Mamadou Kanoute                |
| 90 | Italia (bandiera)  | A     | Michael De Marchi              |
| 96 | Italia (bandiera)  | A     | Francesco Orlando              |
| 99 | Italia (bandiera)  | A     | Michael Fabbro                 |

## Calciomercato

### Sessione estiva(dall'1/7 all'1/9)
| Acquisti | Acquisti            | Acquisti          | Acquisti      |
| R.       | Nome                | da                | Modalità      |
| -------- | ------------------- | ----------------- | ------------- |
| C        | Daniele Camorani    | Matese            | fine prestito |
| C        | Giovanni Maiorino   | Termoli           | fine prestito |
| A        | Saveriano Infantino | Gelbison          | fine prestito |
| A        | Michele Guida       | Turris            | fine prestito |
| A        | Kevin Sakoa         | Bagnolese         | fine prestito |
| A        | Giuseppe La Monica  | Giugliano         | fine prestito |
| A        | Mamadou Kounate     | Avellino          | gratuito      |
| A        | Pietro Cianci       | Catanzaro         | gratuito      |
| A        | Michael Fabbro      |                   | svincolato    |
| C        | Simone Calvano      | Pro Vercelli      | gratuito      |
| D        | Cristian Riggio     | Viterbese         | gratuito      |
| C        | Andrea Bonetti      | Juventus Next Gen | prestito      |
| C        | Loris Zonta         | L.R. Vicenza      | prestito      |
| C        | Marco Fiorani       | Ascoli            | definitivo    |
| A        | Francesco Orlando   | Salernitana       | definitivo    |
| C        | Esmeraldo Kondaj    | Pianese           | gratuito      |
| C        | Gianmarco Papaserio | Tolentino         | gratuito      |
| C        | Federico Capone     | Gelbison          | gratuito      |
| D        | Patrick Enrici      | Lecco             | definitivo    |
| C        | Ciro Panico         | Cosenza           | definitivo    |
| D        | Ivan De Santis      | Monopoli          | definitivo    |
| A        | Luigi Samele        | Sassuolo          | prestito      |
| D        | Daniel Hysaj        | Napoli            | prestito      |
| D        | Jonas Heinz         | Südtirol          | prestito      |
| D        | Alessio Luciani     |                   | svincolato    |
| P        | Federico Costantino | Fossano           | gratuito      |

| Cessioni | Cessioni                  | Cessioni           | Cessioni      |
| R.       | Nome                      | a                  | Modalità      |
| -------- | ------------------------- | ------------------ | ------------- |
| D        | Niccolò Evangelisti       | Empoli             | fine prestito |
| D        | Antonio Boaccadamo        | Pianese            | gratuito      |
| C        | Valerio Labriola          | Napoli             | fine prestito |
| C        | Leonardo Mazza            | Ternana            | fine prestito |
| C        | Francesco Citarella       | Nocerina           | gratuito      |
| C        | Tommaso Alejandro Fontana |                    | svincolato    |
| C        | Giacomo Finocchi          |                    | svincolato    |
| A        | Simone Rossetti           | Renate             | fine prestito |
| A        | Christian Tommasini       | Pisa               | fine prestito |
| A        | Manuel Nocciolini         | Giugliano          | fine prestito |
| A        | Pasquale De Sarlo         |                    | svincolato    |
| A        | Michele Guida             | Nocerina           | gratuito      |
| D        | Giacomo Sciacca           | Casertana          | gratuito      |
| D        | Marco Manetta             | Messina            | gratuito      |
| A        | Mauro Semprini            | Fermana            | gratuito      |
| A        | Giuseppe La Monica        | Pistoiese          | gratuito      |
| D        | Alessandro Provenzano     | Pontedera          | gratuito      |
| D        | Nunzio Brandi             | Imolese            | gratuito      |
| D        | Francesco Citarella       | Nocerina           | gratuito      |
| D        | Tommaso Fontana           | Fermana            | gratuito      |
| D        | Daniele Camorani          | Real Casalnuovo    | gratuito      |
| P        | Giorgio Caputo            | Monopoli Primavera | definitivo    |
| C        | Luca Crecco               | Latina             | prestito      |
| D        | Giovanni Formiconi        |                    | svincolato    |
| A        | Filip Raicevic            |                    | svincolato    |
| A        | Saveriano Infantino       |                    | svincolato    |
| A        | Hugues-Kévin Sakoa        |                    | svincolato    |
| D        | Nicolò Canalicchio        |                    | svincolato    |

### Sessione invernale(dal 2/1 al 31/1)
| Acquisti | Acquisti             | Acquisti | Acquisti   |
| R.       | Nome                 | da       | Modalità   |
| -------- | -------------------- | -------- | ---------- |
| D        | Christian Travaglini | Cagliari | prestito   |
| A        | Michael De Marchi    | Padova   | definitivo |
| D        | Mirko Miceli         | Turris   | prestito   |
| D        | Federico Valietti    | Genoa    | prestito   |
| A        | Simone Simeri        | Bari     | prestito   |
| C        | Antonio Matera       | Turris   | definitivo |
| C        | Riccardo Ladinetti   | Catania  | prestito   |

| Cessioni | Cessioni         | Cessioni          | Cessioni      |
| R.       | Nome             | a                 | Modalità      |
| -------- | ---------------- | ----------------- | ------------- |
| A        | Pietro Cianci    | Catania           | definitivo    |
| C        | Antonio Romano   | Giugliano         | definitivo    |
| C        | Andrea Bonetti   | Juventus Next Gen | fine prestito |
| D        | Matias Antonini  | Catanzaro         | definitivo    |
| D        | Ivan De Santis   | Fermana           | prestito      |
| D        | Jonas Heinz      | Südtirol          | fine prestito |
| A        | Luigi Samele     | Sassuolo          | fine prestito |
| D        | Daniel Hysaj     | Napoli            | fine prestito |
| C        | Esmeraldo Kondaj |                   | svincolato    |

## Risultati

### Serie C

#### Girone di andata
| Arbitro: | Arena (Torre del Greco) |

|                          |           |  |
| Antonini 65’ Kanouté 85’ | Marcatori |  |

| Arbitro: | Costanza (Agrigento) |

|              |           |            |
| Albadoro 14’ | Marcatori | 77’ Cianci |

| Arbitro: | Pezzopane (L'Aquila) |

|                  |           |  |
| Bifulco 15’, 21’ | Marcatori |  |

| Arbitro: | Ancora (Roma) |

|                        |           |              |
| Ferrante 24’ Karić 45’ | Marcatori | 75’ Antonini |

| Arbitro: | Bozzetto (Bergamo) |

|                           |           |                                    |
| Palazzino 10’ Parlati 73’ | Marcatori | 8’ Fabbro 43’ Antonini 66’ Kanouté |

| Francavilla Fontana 2 ottobre 2023, ore 15:00 CEST 6ª giornata | Taranto        | 0 – 0 referto | Audace Cerignola | Stadio Giovanni Paolo II (0 spett.)\| Arbitro: \| Caldera (Como) \| |
| Arbitro:                                                       | Caldera (Como) |               |                  |                                                                     |

| Arbitro: | Madonia (Palermo) |

|                             |           |              |
| De Sena 52’ Bernardotto 81’ | Marcatori | 45+1’ Cianci |

| Arbitro: | Delrio (Reggio Emilia) |

|                        |           |                |
| Kanouté 33’ Cianci 42’ | Marcatori | 81’ Tumminello |

| Arbitro: | Scarpa (Collegno) |

|                |           |  |
| Di Carmine 66’ | Marcatori |  |

| Arbitro: | Calzavara (Varese) |

|                                     |           |             |
| Calvano 7’ Enrici 45+2’ Bifulco 80’ | Marcatori | 43’ D'Auria |

| Arbitro: | Nicolini (Brescia) |

|               |           |                       |
| Artistico 10’ | Marcatori | 34’ Kanouté 95’ Zonta |

| Arbitro: | Galipó (Firenze) |

|  |           |                              |
|  | Marcatori | 6’ Candellone 73’ K. Piscopo |

| Arbitro: | Giaccaglia (Jesi) |

|                |           |  |
| Martignago 71’ | Marcatori |  |

| Arbitro: | Sfira (Pordenone) |

|            |           |  |
| Cianci 58’ | Marcatori |  |

| Arbitro: | Emmanuele (Pisa) |

|  |           |                 |
|  | Marcatori | Tavernelli 17'’ |

| Arbitro: | Turrini (Firenze) |

|              |           |                  |
| Saporiti 28’ | Marcatori | 15’, 65’ Kanoute |

| Arbitro: | Mastrodomenico (Matera) |

|              |           |  |
| Antonini 41’ | Marcatori |  |

| Avellino 17 dicembre 2023 , ore 18:30 CEST 18ª giornata | Avellino           | 0 – 0 referto | Taranto | Stadio Domenico Francioni (5800 spett.)\| Arbitro: \| De Angeli (Milano) \| |
| Arbitro:                                                | De Angeli (Milano) |               |         |                                                                             |

| Arbitro: | Mucera (Palermo) |

|                  |           |            |
| Bifulco 15’, 21’ | Marcatori | 11’ Rocchi |

#### Girone di ritorno
| Arbitro: | Delrio (Reggio Emilia) |

|           |           |                 |
| Tonin 35’ | Marcatori | 4’, 29’ Kanoute |

| Arbitro: | Crezzini (Siena) |

|                   |           |            |
| Romano 59’ (rig.) | Marcatori | 69’ Murano |

| Arbitro: | Calzavara (Varese) |

|           |           |  |
| Zunno 57’ | Marcatori |  |

| Arbitro: | Turrini (Firenze) |

|                               |           |                    |
| Kanoute 13’ (rig.) Simeri 59’ | Marcatori | 6’ Berra 51’ Ciano |

| Arbitro: | G. Sacchi (Macerata) |

|                                 |           |             |
| Kanoute 9’ (rig.) Orlando 90+5’ | Marcatori | 35’ Parlati |

| Cerignola 11 febbraio 2024 , ore 18:30 CEST 25ª giornata | Audace Cerignola | 0 – 0 referto | Taranto | Stadio Domenico Monterisi (1500 spett.)\| Arbitro: \| Lovison (Padova) \| |
| Arbitro:                                                 | Lovison (Padova) |               |         |                                                                           |

| Arbitro: | Cavaliere (Paola) |

|             |           |  |
| Kanoute 89’ | Marcatori |  |

| Arbitro: | Zanotti (Rimini) |

|                          |           |                  |
| G. Gomez 25’ (rig.), 77’ | Marcatori | 62’, 69’ Kanoute |

| Arbitro: | Gasperotti (Rovereto) |

|               |           |  |
| De Marchi 11’ | Marcatori |  |

| Arbitro: | Frascaro (Firenze) |

|              |           |           |
| Contessa 65’ | Marcatori | 73’ Zonta |

| Arbitro: | Mirabella (Napoli) |

|            |           |  |
| Fabbro 90’ | Marcatori |  |

| Arbitro: | Ubaldi (Roma) |

|                   |           |            |
| Adorante 52’ (55) | Marcatori | 71’ Simeri |

| Taranto 17 marzo 2024 , ore 18:30 CEST 32ª giornata | Taranto              | 0 – 0 referto | Sorrento | Stadio Erasmo Iacovone (5503 spett.)\| Arbitro: \| Costanza (Agrigento) \| |
| Arbitro:                                            | Costanza (Agrigento) |               |          |                                                                            |

| Arbitro: | Perri (Roma) |

|  |           |                         |
|  | Marcatori | 38’ Zonta 45+2’ Bifulco |

| Arbitro: | Giaccaglia (Jesi) |

|               |           |  |
| A. Curcio 10’ | Marcatori |  |

| Arbitro: | Maccarini (Arezzo) |

|                          |           |  |
| Valietti 20’ Bifulco 84’ | Marcatori |  |

| Arbitro: | Arena (Torre Del Greco) |

|                    |           |                        |
| Borello 77’ (rig.) | Marcatori | 60’ Orlando 83’ Riggio |

| Arbitro: | Cavaliere (Paola) |

|            |           |  |
| Simeri 73’ | Marcatori |  |

| Arbitro: | Drigo (Portogruaro) |

|                 |           |                      |
| Mastroianni 49’ | Marcatori | 27’ Zonta 34’ Simeri |

### Play-off

#### Fase a gironi
| Taranto 7 maggio 2024, ore 20:30 CEST Primo turno | Taranto        | 0 – 0 referto | Latina | Stadio Erasmo Iacovone (8819 spett.)\| Arbitro: \| Caldera (Como) \| |
| Arbitro:                                          | Caldera (Como) |               |        |                                                                      |

| Taranto 11 maggio 2024, ore 20:30 CEST Secondo Turno | Taranto            | 0 – 0 referto | AZ Picerno | Stadio Erasmo Iacovone (10040 spett.)\| Arbitro: \| Nicolini (Brescia) \| |
| Arbitro:                                             | Nicolini (Brescia) |               |            |                                                                           |

#### Fase Nazionale
| Arbitro: | Centi (Terni) |

|  |           |                |
|  | Marcatori | 10’ F. Ferrari |

| Vicenza 18 maggio 2024, ore 21:00 CEST Primo turno - Ritorno | L.R. Vicenza            | 0 – 0 referto | Taranto | Stadio Romeo Menti (10830 spett.)\| Arbitro: \| Arena (Torre del Greco) \| |
| Arbitro:                                                     | Arena (Torre del Greco) |               |         |                                                                            |

### Coppa Italia Serie C

#### Turni eliminatori
| Arbitro: | Pezzopane (L'Aquila) |

|                                           |                      |                                  |
| Diop 69’                                  | Marcatori            | 19’ Samele                       |
| Maiorino Pitarresi Diop Gallo E. Esposito | Tiri di rigore 4 – 2 | Cianci Riggio Antonini De Santis |

## Statistiche

### Statistiche di squadra
Statistiche aggiornate al 18 maggio 2024
| Competizione         | Punti   | In casa | In casa | In casa | In casa | In casa | In casa | In trasferta | In trasferta | In trasferta | In trasferta | In trasferta | In trasferta | Totale | Totale | Totale | Totale | Totale | Totale | D.R. |
| Competizione         | Punti   | G       | V       | N       | P       | Gf      | Gs      | G            | V            | N            | P            | Gf           | Gs           | G      | V      | N      | P      | Gf     | Gs     | D.R. |
| -------------------- | ------- | ------- | ------- | ------- | ------- | ------- | ------- | ------------ | ------------ | ------------ | ------------ | ------------ | ------------ | ------ | ------ | ------ | ------ | ------ | ------ | ---- |
| Serie C              | 65 (-4) | 19      | 13      | 4       | 2       | 24      | 10      | 19           | 7            | 5            | 7            | 22           | 21           | 38     | 20     | 9      | 9      | 46     | 31     | +15  |
| Coppa Italia Serie C | -       | 0       | 0       | 0       | 0       | 0       | 0       | 1            | 0            | 1            | 0            | 1            | 1            | 1      | 0      | 1      | 0      | 1      | 1      | 0    |
| Playoff Serie C      | -       | 3       | 0       | 2       | 1       | 0       | 1       | 1            | 0            | 1            | 0            | 0            | 0            | 4      | 0      | 3      | 1      | 0      | 1      | -1   |
| Totale               | -       | 22      | 13      | 6       | 3       | 24      | 11      | 21           | 7            | 7            | 7            | 23           | 22           | 43     | 20     | 13     | 10     | 47     | 33     | +14  |

### Andamento in campionato
| Giornata  | 1 | 2 | 3 | 4 | 5 | 6 | 7  | 8 | 9  | 10 | 11 | 12 | 13 | 14 | 15 | 16 | 17 | 18 | 19 | 20 | 21 | 22 | 23 | 24 | 25 | 26 | 27 | 28 | 29 | 30 | 31 | 32 | 33 | 34 | 35 | 36 | 37 | 38 |
| --------- | - | - | - | - | - | - | -- | - | -- | -- | -- | -- | -- | -- | -- | -- | -- | -- | -- | -- | -- | -- | -- | -- | -- | -- | -- | -- | -- | -- | -- | -- | -- | -- | -- | -- | -- | -- |
| Luogo     | C | T | C | T | T | C | T  | C | T  | C  | T  | C  | T  | C  | C  | T  | C  | T  | C  | T  | C  | T  | C  | C  | T  | C  | T  | C  | T  | C  | T  | C  | T  | T  | C  | T  | C  | T  |
| Risultato | V | N | V | P | V | N | P  | V | P  | V  | V  | P  | P  | V  | P  | V  | V  | N  | V  | V  | N  | P  | N  | V  | N  | V  | N  | V  | N  | V  | P  | N  | V  | P  | V  | V  | V  | V  |
| Posizione | 1 | 4 | 4 | 9 | 8 | 9 | 13 | 9 | 11 | 8  | 5  | 5  | 8  | 6  | 8  | 7  | 5  | 6  | 5  | 5  | 6  | 7  | 7  | 5  | 5  | 4  | 5  | 5  | 5  | 4  | 5  | 6  | 5  | 6  | 6  | 5  | 5  | 5  |

Fonte:  Serie C - Girone C – Classifica giornata, su transfermarkt.it.
Legenda:

Luogo: C = Casa; T = Trasferta. Risultato: V = Vittoria; N = Pareggio; P = Sconfitta.

### Statistiche dei giocatori
Sono in corsivo i calciatori che hanno lasciato la società a stagione in corso.
| Giocatore    | Serie C  | Serie C | Serie C     | Serie C    | Coppa Italia Serie C | Coppa Italia Serie C | Coppa Italia Serie C | Coppa Italia Serie C | Play-off | Play-off | Play-off    | Play-off   | Totale   | Totale | Totale      | Totale     |
| Giocatore    | Presenze | Reti    | Ammonizioni | Espulsioni | Presenze             | Reti                 | Ammonizioni          | Espulsioni           | Presenze | Reti     | Ammonizioni | Espulsioni | Presenze | Reti   | Ammonizioni | Espulsioni |
| ------------ | -------- | ------- | ----------- | ---------- | -------------------- | -------------------- | -------------------- | -------------------- | -------- | -------- | ----------- | ---------- | -------- | ------ | ----------- | ---------- |
| Antonini     | 20       | 4       | 7           | 0          | 1                    | 0                    | 0                    | 0                    | 0        | 0        | 0           | 0          | 21       | 4      | 7           | 0          |
| Bifulco      | 32       | 7       | 2           | 2          | 1                    | 0                    | 0                    | 0                    | 4        | 0        | 0           | 0          | 37       | 7      | 2           | 2          |
| Bonetti      | 2        | 0       | 0           | 0          | 0                    | 0                    | 0                    | 0                    | 0        | 0        | 0           | 0          | 2        | 0      | 0           | 0          |
| Calvano      | 35       | 1       | 9           | 0          | 0                    | 0                    | 0                    | 0                    | 4        | 0        | 0           | 0          | 39       | 1      | 9           | 0          |
| Capone       | 4        | 0       | 2           | 0          | 1                    | 0                    | 0                    | 0                    | 0        | 0        | 0           | 0          | 5        | 0      | 2           | 0          |
| Cianci       | 18       | 4       | 5           | 0          | 1                    | 0                    | 0                    | 0                    | 0        | 0        | 0           | 0          | 19       | 4      | 5           | 0          |
| Costantino   | 0        | 0       | 0           | 0          | 0                    | 0                    | 0                    | 0                    | 0        | 0        | 0           | 0          | 0        | 0      | 0           | 0          |
| De Marchi    | 15       | 1       | 1           | 0          | 0                    | 0                    | 0                    | 0                    | 4        | 0        | 0           | 0          | 19       | 1      | 1           | 0          |
| De Santis    | 9        | 0       | 3           | 0          | 1                    | 0                    | 0                    | 0                    | 0        | 0        | 0           | 0          | 10       | 0      | 3           | 0          |
| Di Serio     | 0        | 0       | 0           | 0          | 0                    | 0                    | 0                    | 0                    | 0        | 0        | 0           | 0          | 0        | 0      | 0           | 0          |
| Enrici       | 23       | 1       | 7           | 0          | 0                    | 0                    | 0                    | 0                    | 3        | 0        | 0           | 0          | 26       | 1      | 7           | 0          |
| Fabbro       | 24       | 2       | 4           | 0          | 0                    | 0                    | 0                    | 0                    | 3        | 0        | 0           | 0          | 27       | 2      | 4           | 0          |
| Ferrara      | 29       | 0       | 9           | 0          | 1                    | 0                    | 0                    | 0                    | 4        | 0        | 1           | 0          | 34       | 0      | 10          | 0          |
| Fiorani      | 28       | 0       | 4           | 0          | 0                    | 0                    | 0                    | 0                    | 1        | 0        | 0           | 0          | 29       | 0      | 4           | 0          |
| Heinz        | 6        | 0       | 2           | 0          | 0                    | 0                    | 0                    | 0                    | 0        | 0        | 0           | 0          | 6        | 0      | 2           | 0          |
| Hysaj        | 0        | 0       | 0           | 0          | 0                    | 0                    | 0                    | 0                    | 0        | 0        | 0           | 0          | 0        | 0      | 0           | 0          |
| Kanoute      | 37       | 13      | 6           | 0          | 1                    | 0                    | 0                    | 0                    | 4        | 0        | 1           | 0          | 42       | 13     | 7           | 0          |
| Kondaj       | 5        | 0       | 1           | 0          | 1                    | 0                    | 0                    | 0                    | 0        | 0        | 0           | 0          | 6        | 0      | 1           | 0          |
| Ladinetti    | 8        | 0       | 0           | 0          | 0                    | 0                    | 0                    | 0                    | 3        | 0        | 0           | 0          | 11       | 0      | 0           | 0          |
| Loliva       | 0        | 0       | 3           | 0          | 1                    | -1                   | 0                    | 0                    | 0        | 0        | 0           | 0          | 1        | -1     | 3           | 0          |
| Matera       | 12       | 0       | 3           | 0          | 0                    | 0                    | 0                    | 0                    | 2        | 0        | 1           | 0          | 14       | 0      | 4           | 0          |
| Miceli       | 16       | 0       | 4           | 0          | 0                    | 0                    | 0                    | 0                    | 4        | 0        | 0           | 0          | 20       | 0      | 4           | 0          |
| Mastromonaco | 30       | 0       | 4           | 0          | 1                    | 0                    | 0                    | 0                    | 4        | 0        | 0           | 0          | 35       | 0      | 4           | 0          |
| Orlando      | 27       | 2       | 1           | 0          | 1                    | 0                    | 0                    | 0                    | 3        | 0        | 1           | 0          | 31       | 2      | 2           | 0          |
| Panico       | 23       | 0       | 5           | 0          | 0                    | 0                    | 0                    | 0                    | 0        | 0        | 0           | 0          | 23       | 0      | 5           | 0          |
| Papaserio    | 3        | 0       | 0           | 0          | 1                    | 0                    | 1                    | 0                    | 0        | 0        | 0           | 0          | 4        | 0      | 1           | 0          |
| Riggio       | 24       | 1       | 9           | 0          | 1                    | 0                    | 1                    | 0                    | 2        | 0        | 0           | 0          | 27       | 1      | 10          | 0          |
| Romano       | 19       | 1       | 4           | 0          | 1                    | 0                    | 0                    | 0                    | 0        | 0        | 0           | 0          | 20       | 1      | 4           | 0          |
| Samele       | 15       | 0       | 2           | 0          | 1                    | 1                    | 0                    | 0                    | 0        | 0        | 0           | 0          | 16       | 1      | 2           | 0          |
| Simeri       | 14       | 4       | 4           | 0          | 0                    | 0                    | 0                    | 0                    | 4        | 0        | 1           | 0          | 18       | 4      | 5           | 0          |
| Travaglini   | 2        | 0       | 0           | 0          | 0                    | 0                    | 0                    | 0                    | 0        | 0        | 0           | 0          | 2        | 0      | 0           | 0          |
| Valietti     | 15       | 1       | 0           | 0          | 0                    | 0                    | 0                    | 0                    | 4        | 0        | 0           | 0          | 19       | 1      | 0           | 0          |
| Vannucchi    | 38       | -31     | 3           | 0          | 0                    | 0                    | 0                    | 0                    | 4        | -1       | 0           | 0          | 42       | -32    | 3           | 0          |
| Zonta        | 36       | 4       | 3           | 0          | 1                    | 0                    | 0                    | 0                    | 4        | 0        | 1           | 0          | 41       | 4      | 4           | 0          |
| Luciani      | 23       | 0       | 6           | 0          | 0                    | 0                    | 0                    | 0                    | 4        | 0        | 0           | 0          | 27       | 0      | 6           | 0          |